# Sandaan
Sandaan là một huyện (srok) thuộc tinh Kampong Thom ở miền trung Campuchia. Theo thống kê năm 1998, dân số toàn huyện là 38.574 người.